# Ceratomyxa sparusaurati
Ceratomyxa sparusaurati is een microscopische parasiet uit de familie Ceratomyxidae. Ceratomyxa sparusaurati werd in 1995 beschreven door Sitjá-Bobadilla Palenzuela & Alvarez-Pellitero. 